# Lijst van nummer 1-albums in de Nederlandse Album Top 100 in 1994
Onderstaande albums stonden in 1994 op nummer 1 in de Album Mega Top 100, de voorloper van de huidige Nederlandse Album Top 100. De lijst werd wekelijks samengesteld door de Stichting Mega Top 50.
| Nummer | Datum        | Artiest                            | Titel                                 |
| ------ | ------------ | ---------------------------------- | ------------------------------------- |
|        | 1 januari    | geen Album Mega Top 100 verschenen | geen Album Mega Top 100 verschenen    |
| 336    | 8 januari    | Bryan Adams                        | So far so good                        |
|        | 15 januari   | Bryan Adams                        | So far so good                        |
|        | 22 januari   | Bryan Adams                        | So far so good                        |
| 337    | 29 januari   | Paul de Leeuw                      | Plugged                               |
|        | 5 februari   | Paul de Leeuw                      | Plugged                               |
|        | 12 februari  | Paul de Leeuw                      | Plugged                               |
|        | 19 februari  | Paul de Leeuw                      | Plugged                               |
|        | 26 februari  | Paul de Leeuw                      | Plugged                               |
|        | 5 maart      | Paul de Leeuw                      | Plugged                               |
| 330    | 12 maart     | Mariah Carey                       | Music box                             |
|        | 19 maart     | Mariah Carey                       | Music box                             |
|        | 26 maart     | Mariah Carey                       | Music box                             |
|        | 2 april      | Mariah Carey                       | Music box                             |
|        | 9 april      | Mariah Carey                       | Music box                             |
| 338    | 16 april     | Pink Floyd                         | The division bell                     |
|        | 23 april     | Pink Floyd                         | The division bell                     |
|        | 30 april     | Pink Floyd                         | The division bell                     |
|        | 7 mei        | Pink Floyd                         | The division bell                     |
| 330    | 14 mei       | Mariah Carey                       | Music box                             |
|        | 21 mei       | Mariah Carey                       | Music box                             |
|        | 28 mei       | Mariah Carey                       | Music box                             |
|        | 4 juni       | Mariah Carey                       | Music box                             |
| 339    | 11 juni      | Laura Pausini                      | Laura                                 |
|        | 18 juni      | Laura Pausini                      | Laura                                 |
| 340    | 25 juni      | 2 Unlimited                        | Real things                           |
|        | 2 juli       | 2 Unlimited                        | Real things                           |
|        | 9 juli       | 2 Unlimited                        | Real things                           |
|        | 16 juli      | 2 Unlimited                        | Real things                           |
|        | 23 juli      | 2 Unlimited                        | Real things                           |
| 341    | 30 juli      | The Rolling Stones                 | Voodoo lounge                         |
|        | 6 augustus   | The Rolling Stones                 | Voodoo lounge                         |
|        | 13 augustus  | The Rolling Stones                 | Voodoo lounge                         |
| 342    | 20 augustus  | Wet Wet Wet                        | End of part one - Their greatest hits |
|        | 27 augustus  | Wet Wet Wet                        | End of part one - Their greatest hits |
|        | 3 september  | Wet Wet Wet                        | End of part one - Their greatest hits |
|        | 10 september | Wet Wet Wet                        | End of part one - Their greatest hits |
|        | 17 september | Wet Wet Wet                        | End of part one - Their greatest hits |
|        | 24 september | Wet Wet Wet                        | End of part one - Their greatest hits |
|        | 1 oktober    | Wet Wet Wet                        | End of part one - Their greatest hits |
|        | 8 oktober    | Wet Wet Wet                        | End of part one - Their greatest hits |
|        | 15 oktober   | Wet Wet Wet                        | End of part one - Their greatest hits |
| 343    | 22 oktober   | R.E.M.                             | Monster                               |
| 344    | 29 oktober   | Paul de Leeuw                      | ParaCDmol                             |
|        | 5 november   | Paul de Leeuw                      | ParaCDmol                             |
|        | 12 november  | Paul de Leeuw                      | ParaCDmol                             |
|        | 19 november  | Paul de Leeuw                      | ParaCDmol                             |
| 345    | 26 november  | René Froger                        | Walls of emotion                      |
|        | 3 december   | René Froger                        | Walls of emotion                      |
| 346    | 10 december  | André Rieu                         | Strauß & co                           |
|        | 17 december  | André Rieu                         | Strauß & co                           |
|        | 24 december  | André Rieu                         | Strauß & co                           |
|        | 31 december  | geen Album Mega Top 100 verschenen | geen Album Mega Top 100 verschenen    |